# Trimetoprim
Trimetoprim är ett antibiotikum som tillhör gruppen folsyreantagonister. Preparatet verkar genom att förhindra bakteriens folsyresyntes vilken är vital för bakteriens överlevnad, eftersom få bakterier kan ta upp det från omgivningen till skillnad från eukaryoter. Trimetoprim verkar på molekylär nivå genom att inhibera enzymet dihydrofolatreduktas (DHFR). DHFR reducerar 7,8-dihydrofolat till 5,6,7,8-tetrahydrofolat, en reaktion som krävs för att folat ska kunna användas som coenzym vid nukleotidsyntesen. DHFR finns även hos människor, men trimetoprim binder till den bakteriella versionen 1000 gånger bättre vilket gör att koncentrationerna som används är ofarliga för oss. Trimetoprim används ofta för behandling av nedre urinvägsinfektioner, såväl enstaka som recidiverande, men en ökande resistens ses hos de gramnegativa bakterier som oftast orsakar denna infektion. Det används även för att behandla Pneumocystis carinii-infektioner hos AIDS-patienter. Preparatet marknadsförs också som kombinationspreparat tillsammans med en annan folsyreantagonist, sulfonamider. Dessa två läkemedel tillsammans har en baktericid (direkt bakteriedödande) effekt, medan de för sig endast är bakteriostatiska. 
Resistens kan förekomma hos framförallt E. coli, där 17% av testade isolat var resistenta 2006 .